# Єжув (Люблінське воєводство)
Єжув (пол. Jeżów) — село в Польщі, у гміні Ходель Опольського повіту Люблінського воєводства.
Населення — 224 особи (2011).

## Демографія
Демографічна структура станом на 31 березня 2011 року:
|          | Загалом | Допрацездатний вік | Працездатний вік | Постпрацездатний вік |
| -------- | ------- | ------------------ | ---------------- | -------------------- |
| Чоловіки | 116     | 26                 | 82               | 8                    |
| Жінки    | 108     | 25                 | 60               | 23                   |
| Разом    | 224     | 51                 | 142              | 31                   |